# Доронино (Удмуртия)
Доро́нино — деревня в Юкаменском районе Удмуртии, входит в состав Верх-Унинского сельского поселения.

## География
Деревня находится на берегу реки Юкаменка, на расстоянии 12 км (по прямой) к юго-западу от села Юкаменское, административного центра района. Абсолютная высота — 189 м над уровнем моря.

### Часовой пояс
Деревня Доронино, как и вся Удмуртия, находится в часовой зоне МСК+1. Смещение применяемого времени относительно UTC составляет +4:00.

## Население
| 2007 | 2010 | 2012 |
| ---- | ---- | ---- |
| 43   | ↘35  | ↘33  |

## Улицы
В деревне имеются две улицы: Заречная и Ключевая.